# HD 37329
HD 37329，又名BD+26 884，SAO 77350、HR 1921，是一颗恒星，视星等为6.37，位于銀經181.19，銀緯-2.47，其B1900.0坐标为赤經5h 32m 43.3s，赤緯+26° -2.47′ 35″。